# Mal (Mauritania)
Mal è uno dei sei comuni del dipartimento di Aleg, situato nella regione di Brakna in Mauritania. Contava 20.488 abitanti nel censimento della popolazione del 2000 e 33.301 nel 2013.